# Richville (Minnesota)
Richville ist eine Stadt (City) im Otter Tail County in Minnesota, Vereinigte Staaten. Das U.S. Census Bureau hat bei der Volkszählung 2020 eine Einwohnerzahl von 77 ermittelt.

## Geschichte
Richville wurde am 25. Oktober 1904 gegründet und nach Watson Wellman Rich, einem Eisenbahningenieur, benannt.

## Geografie
Benachbarte Orte von Richville sind New York Mills (23 km östlich), Perham (13,5 km nördlich), Dent (14 km nordwestlich) und Ottertail (15 km südlich).

## Verkehr
Zu erreichen ist der Ort über den County Highway 14, der durch den Ort führt, und durch den am westlichen Rand vorbeiführenden County Highway 49.
Der nächstgelegene Flugplatz ist der Perham Municipal Airport.